# Synaphea
- Commons
- Wikispecies

Synaphea é um género botânico pertencente à família Proteaceae.